# Arthur B. Krim
Pour l’article homonyme, voir Krim.
Arthur B. Krim, né le 4 avril 1910 et mort le 21 septembre 1994 à New York, est un avocat du show business. Alumnus de l'université Columbia, il y reçoit son baccalauréat en arts (Bachelor of Arts) en 1930 puis y devient étudiant en droit en 1932. Conseiller des présidents des États-Unis John Fitzgerald Kennedy, Lyndon Johnson et Jimmy Carter, Krim est une figure du Parti démocrate américain, au sein duquel il est successivement trésorier (1966-1968) et conseiller auprès des élus (1973-1976). 
Dans l'industrie cinématographique, il est président d'Eagle-Lion Films (1946-1949), de United Artists (1951-1978) et d'Orion Pictures (1978-1992). 
Il est également membre des conseils d'administration de l'Institut Weizmann, de Occidental Petroleum Corp., de l'United Nations Association of the United States of America, du Lyndon Baines Johnson Library and Museum, de la John F. Kennedy Library et de l'Arms Control Association 
Défenseur des droits civiques et des droits des homosexuels, il est, respectivement, membre des conseils d'administration de l'African-American Institute et de la Foundation for AIDS Research (amfAR), qu'il cofonde avec son épouse Mathilde Krim. 

## Récompenses et distinctions
- Jean Hersholt Humanitarian Award en 1974
- Alexander Hamilton Medal en 1976